# Joseph Bologna
Joseph J. Bologna (ur. 30 grudnia 1934 w Nowym Jorku, zm. 13 sierpnia 2017 w Duarte) – amerykański aktor, scenarzysta i reżyser filmowy i telewizyjny. W 1971 otrzymał nominację do Oscara w kategorii najlepszy scenariusz adaptowany za filmu Zakochani i inni, a w 1973 zdobył nagrodę Emmy.

## Życiorys
Urodził się na nowojorskim Brooklynie, w rodzinie włoskich imigrantów. Uczęszczał do liceum im. św. Róży z Limy w Nowym Jorku, a następnie studiował historię sztuki na Uniwersytecie Browna. Odbył służbę w United States Marine Corps.
Był znany z występów w filmach: To cholerne Rio (1984), Mój najlepszy rok (1982) czy komedii Adama Sandlera Super tata (1999). Zajmował się również dubbingiem. Podkładał głos m.in. w serialu Superman (1996–2000) oraz filmach Batman i Superman (1998) i Epoka lodowcowa 2: Odwilż (2006).
Od 1965 roku był mężem aktorki Renée Taylor, która w oświadczeniu przesłanym Associated Press podziękowała lekarzom „za przedłużenie życia męża”, co pozwoliło Bolognie „26 lutego 2017 odebrać podczas gali Night of 100 Stars nagrodę za całokształt twórczości, którą przyznała mu Fundacja Aktorów Ameryki”.
Zmarł w szpitalu w kalifornijskim Duarte na raka trzustki. Miał 82 lata.

## Filmografia

### Filmy fabularne
- Stworzeni dla siebie (1971) jako Giggy Panimba
- Gliniarze i złodzieje (1973) jako Joe
- Rodzinne potyczki (1974) jako Pete Morrison
- Atomowy autobus (1976) jako kpt. Dan Torrance
- Rozdział drugi (1979) jako Leo Schneider
- Mój najlepszy rok (1982) jako Stan „King” Kaiser
- To cholerne Rio (1984) jako Victor Lyons
- Kobieta w czerwieni (1984) jako Joe
- Transylvania 6-5000 (1985) jako dr Malavaqua
- Niebieski cadillac (1990) jako wujek Phil Libner
- Aligator II: Mutacja (1991) jako David Hodges
- Obywatel Cohn (1992) jako Walter Winchell
- Dziewczyna z Jersey (1992) jako Bennie
- Zemsta frajerów – zakochane świry (1994) jako Aaron Humphrey
- Tylko miłość (1996) jako Mike Capomezzo (także reżyseria)
- Batman i Superman (1998) – Dan Turpin (tylko głos)
- Super tata (1999) jako Lenny Koufax, ojciec Sonny’ego
- Pora na romans (2005) jako Harry
- Ojcowie i synowie (2005) jako Noah
- Jane Doe: Póki śmierć nas nie rozłączy (2005) jako Louis Angelini
- Epoka lodowcowa 2: Odwilż (2006) – pan Start (tylko głos)

### Seriale  TV
- Grzechy (Sins, 1986) jako Steve Bryant
- Córeczki milionera (1987-88) jako Nick Foley
- Świat według Bundych (1987-97) jako Charlie Verducci (gościnnie, 1991)
- Napisała: Morderstwo (1984-96) jako Brynie Sullivan (gościnnie, 1992)
- Prawnicy z Miasta Aniołów (1986-94) jako Jack Barbara (gościnnie, 1994)
- Pomoc domowa (1993-99) jako Alan Beck/dr Joe Razzo (gościnnie, 1994 i 1999)
- Karolina w mieście (1995-99) jako Lou Spadaro (gościnnie, 1996)
- Superman (1996–2000) – Dan Turpin (tylko głos)
- Cosby (1996–2000) jako Chuck (gościnnie, 1997)
- Stan wyjątkowy (1998-2000) jako Alistair Temple (gościnnie, 1999)
- Everwood (2002-06) jako Max Barrett (gościnnie, 2005)
- Jim wie lepiej (2001-09) jako Bill (gościnnie, 2006)
- CSI: Kryminalne zagadki Las Vegas (2000-15) jako Giovanni „Papa” DiMasa (gościnnie, 2010)